# Proencim
Proencim (tudi cimogen) je neaktivna oblika encima, ki se aktivira šele ob biokemijski spremembi (npr. hidrolitičnem razcepu ali spremembi konformacije), ki razkrije njegovo aktivno mesto. Takšne biokemijske reakcije največkrat potekajo v lizosomih, kjer se nahajajo ustrezni encimi, ki katalizirajo spremembo, sproži pa jih ustrezen signal od zunaj. Vloga sistema spremembe proencimov v encime je zmožnost hitrega odziva na dogodke v organizmu, ki zahtevajo delovanje teh encimov. Tako lahko začnejo le-ti delovati hitreje kot če bi jih morale celice šele sintetizirati.

## Primeri
- tripsinogen
- večina beljakovin udeleženih pri strjevanju krvi
- nekatere beljakovine sistema komplementa
- kaspaze